# 糙齿鲨
糙齒鯊（學名：Pseudocarcharias kamoharai），又稱蒲原氏擬錐齒鯊或鱷鮫，是糙齒鯊科（或稱擬錐齒鯊科）中的唯一一個物種。分布於全球各熱帶及亞熱帶的海域，平時棲息在590米深的海裡。牠們可以生長至超過1米長。
主要以小型魚類、烏賊及蝦類為食。

## 分佈及棲息地
糙齒鯊是生活在海洋的鯊魚，一般在離岸的區域出沒，偶爾會在淺海附近出現。 

## 解剖及外觀
糙齒鯊是中等身形及呈錠子狀的鯊魚，有很大的眼睛但沒有瞬膜，鰓裂長至背部，牙齒呈針狀，尾巴上有細少的龍骨及尾前小窩。背鰭低及細少，第二背鰭比第一背鰭少一半，但較臀鰭大。胸鰭闊及圓。
身體背部呈淺或深灰色，腹部較淺色。鰭有白邊，身體上有時有細少的白點，口部及鰭裂之間有大白點。

## 飲食
糙齒鯊是以遠洋的硬骨魚、魷魚及蝦為食物。

## 行為
糙齒鯊的行為不明，但相信可以游得很快，可能能夠跳出水面。牠們是遠洋的鯊魚。牠們有大的眼睛，估計是夜間活動或在深海覓食。

## 生殖
糙齒鯊是卵胎生的，胚胎會以卵黃及其他卵子為食，每胎約有4頭幼鯊。

## 對人類的重要性
雖然糙齒鯊對人類並沒有危害，但牠強壯的顎骨、顎部肌肉及牙齒都令人生畏。牠的身體最有用的是那充滿角鯊烯的肝臟。牠們很久前在日本已被捕獵，但影響不大。